# Francia ai XXIV Giochi olimpici invernali
La Francia ha partecipato ai XXIV Giochi olimpici invernali che si sono svolti a Pechino, Cina, dal 4 al 20 febbraio 2022. La delegazione era composta da 86 atleti, 50 uomini e 36 donne.

## Medaglie
| Riepilogo quotidiano | Riepilogo quotidiano | Riepilogo quotidiano | Riepilogo quotidiano | Riepilogo quotidiano | Riepilogo quotidiano |
| Giorno               | Data                 |                      |                      |                      | Totale               |
| -------------------- | -------------------- | -------------------- | -------------------- | -------------------- | -------------------- |
| 1º                   | 5                    | 0                    | 1                    | 0                    | 1                    |
| 2º                   | 6                    | 0                    | 0                    | 0                    | 0                    |
| 3º                   | 7                    | 0                    | 2                    | 0                    | 2                    |
| 4º                   | 8                    | 1                    | 1                    | 0                    | 2                    |
| 5º                   | 9                    | 0                    | 1                    | 0                    | 1                    |
| 6º                   | 10                   | 0                    | 0                    | 0                    | 0                    |
| 7º                   | 11                   | 0                    | 0                    | 0                    | 0                    |
| 8º                   | 12                   | 0                    | 1                    | 0                    | 1                    |
| 9º                   | 13                   | 1                    | 0                    | 2                    | 3                    |
| 10º                  | 14                   | 1                    | 0                    | 0                    | 1                    |
| 11º                  | 15                   | 0                    | 1                    | 0                    | 1                    |
| 12º                  | 16                   | 1                    | 0                    | 0                    | 1                    |
| 13º                  | 17                   | 0                    | 0                    | 0                    | 0                    |
| 14º                  | 18                   | 1                    | 0                    | 0                    | 1                    |
| 15º                  | 19                   | 0                    | 0                    | 0                    | 0                    |
| 16º                  | 20                   | 0                    | 0                    | 0                    | 0                    |
| Totale               | Totale               | 5                    | 7                    | 2                    | 14                   |

### Medagliere per disciplina
| Sport                 | Oro | Argento | Bronzo | Totale |
| --------------------- | --- | ------- | ------ | ------ |
| Biathlon              | 3   | 4       | 0      | 7      |
| Sci alpino            | 1   | 1       | 1      | 3      |
| Pattinaggio di figura | 1   | 0       | 0      | 1      |
| Freestyle             | 0   | 1       | 0      | 1      |
| Snowboard             | 0   | 1       | 0      | 1      |
| Sci di fondo          | 0   | 0       | 1      | 1      |
| Totale                | 5   | 7       | 2      | 14     |

### Medaglie d'oro
| Medaglia | Nome                                  | Sport                 | Evento                              |
| -------- | ------------------------------------- | --------------------- | ----------------------------------- |
| Oro      | Quentin Fillon Maillet                | Biathlon              | 20 km individuale maschile          |
| Oro      | Quentin Fillon Maillet                | Biathlon              | 12,5 km inseguimento maschile       |
| Oro      | Gabriella Papadakis Guillaume Cizeron | Pattinaggio di figura | Danza su ghiaccio                   |
| Oro      | Clément Noël                          | Sci alpino            | Slalom speciale maschile            |
| Oro      | Justine Braisaz                       | Biathlon              | 12,5 km partenza in linea femminile |

### Medaglie d'argento
| Medaglia | Nome                                                                   | Sport      | Evento                      |
| -------- | ---------------------------------------------------------------------- | ---------- | --------------------------- |
| Argento  | Anaïs Chevalier Quentin Fillon Maillet Émilien Jacquelin Julia Simon   | Biathlon   | Staffetta 4x6 km mista      |
| Argento  | Johan Clarey                                                           | Sci alpino | Discesa libera maschile     |
| Argento  | Anaïs Chevalier                                                        | Biathlon   | 15 km individuale femminile |
| Argento  | Tess Ledeux                                                            | Freestyle  | Big air femminile           |
| Argento  | Chloé Trespeuch                                                        | Snowboard  | Snowboard cross femminile   |
| Argento  | Quentin Fillon Maillet                                                 | Biathlon   | 10 km sprint maschile       |
| Argento  | Fabien Claude Simon Desthieux Quentin Fillon Maillet Émilien Jacquelin | Biathlon   | Staffetta 4x7,5 km maschile |

### Medaglie di bronzo
| Medaglia | Nome                                                         | Sport        | Evento                     |
| -------- | ------------------------------------------------------------ | ------------ | -------------------------- |
| Bronzo   | Mathieu Faivre                                               | Sci alpino   | Slalom gigante maschile    |
| Bronzo   | Richard Jouve Hugo Lapalus Clément Parisse Maurice Manificat | Sci di fondo | Staffetta 4x10 km maschile |

## Delegazione
| Sport                 | Uomini | Donne | Totale |
| --------------------- | ------ | ----- | ------ |
| Biathlon              | 6      | 6     | 12     |
| Bob                   | 4      | 2     | 6      |
| Combinata nordica     | 5      | -     | 5      |
| Freestyle             | 8      | 5     | 13     |
| Pattinaggio di figura | 3      | 1     | 4      |
| Salto con gli sci     | 0      | 2     | 2      |
| Sci alpino            | 10     | 8     | 18     |
| Sci di fondo          | 8      | 5     | 13     |
| Short track           | 2      | 2     | 4      |
| Snowboard             | 4      | 5     | 9      |
| Totale                | 50     | 36    | 86     |

## Biathlon
Uomini
| Atleta                                                                 | Evento                  | Penalità    | Tempo     | Posizione |
| ---------------------------------------------------------------------- | ----------------------- | ----------- | --------- | --------- |
| Fabien Claude                                                          | 20 km individuale       | 2 (1+1+0+0) | 50'25"5   | 9º        |
| Simon Desthieux                                                        | 20 km individuale       | 3 (1+2+0+0) | 51'46"8   | 17º       |
| Quentin Fillon Maillet                                                 | 20 km individuale       | 2 (0+1+1+0) | 48'47"4   |           |
| Émilien Jacquelin                                                      | 20 km individuale       | 7 (0+3+2+2) | 56'31"4   | 72º       |
| Fabien Claude                                                          | 10 km sprint            | 3 (1+2)     | 25'41"6   | 21º       |
| Simon Desthieux                                                        | 10 km sprint            | 2 (0+2)     | 25'45"0   | 24º       |
| Quentin Fillon Maillet                                                 | 10 km sprint            | 1 (1+0)     | 24'25"9   |           |
| Émilien Jacquelin                                                      | 10 km sprint            | 2 (1+1)     | 25'06"3   | 9º        |
| Fabien Claude                                                          | 12,5 km inseguimento    | 7 (3+1+1+2) | 42'54"5   | 16º       |
| Simon Desthieux                                                        | 12,5 km inseguimento    | 3 (2+0+0+1) | 41'54"7   | 7º        |
| Quentin Fillon Maillet                                                 | 12,5 km inseguimento    | 0 (0+0+0+0) | 39'07"5   |           |
| Émilien Jacquelin                                                      | 12,5 km inseguimento    | 6 (2+3+0+1) | 42'13"7   | 9º        |
| Fabien Claude                                                          | 15 km partenza in linea | 5 (1+2+1+1) | 42'49"8   | 26º       |
| Simon Desthieux                                                        | 15 km partenza in linea | 5 (1+2+1+1) | 41'11"4   | 16º       |
| Quentin Fillon Maillet                                                 | 15 km partenza in linea | 5 (1+1+0+3) | 39'40"0   | 4º        |
| Émilien Jacquelin                                                      | 15 km partenza in linea | 5 (2+1+0+2) | 42'08"7   | 22º       |
| Fabien Claude Émilien Jacquelin Simon Desthieux Quentin Fillon Maillet | Staffetta 4x7,5 km      | 9 (0+9)     | 1h20'17"6 |           |

Donne
| Atleta                                                    | Evento                    | Penalità     | Tempo     | Posizione |
| --------------------------------------------------------- | ------------------------- | ------------ | --------- | --------- |
| Anaïs Bescond                                             | 15 km individuale         | 4 (2+1+0+1)  | 48'26"0   | 30ª       |
| Justine Braisaz                                           | 15 km individuale         | 5 (0+2+2+1)  | 49'10"1   | 40ª       |
| Anaïs Chevalier                                           | 15 km individuale         | 1 (0+0+0+1)  | 44'22"1   |           |
| Julia Simon                                               | 15 km individuale         | 4 (0+0+1+3)  | 47'09"1   | 21ª       |
| Anaïs Bescond                                             | 7,5 km sprint             | 1 (1+0)      | 21'53"1   | 9ª        |
| Justine Braisaz                                           | 7,5 km sprint             | 3 (1+2)      | 23'18"4   | 48ª       |
| Anaïs Chevalier                                           | 7,5 km sprint             | 4 (1+3)      | 24'02"0   | 68ª       |
| Julia Simon                                               | 7,5 km sprint             | 3 (1+2)      | 22'40"3   | 29ª       |
| Anaïs Bescond                                             | 10 km inseguimento        | 5 (2+0+1+2)  | 38'46"4   | 27ª       |
| Justine Braisaz                                           | 10 km inseguimento        | DNS          | DNS       | DNS       |
| Julia Simon                                               | 10 km inseguimento        | 2 (0+1+1+0)  | 37'05"2   | 8ª        |
| Anaïs Bescond                                             | 12,5 km partenza in linea | 10 (0+2+3+5) | 46'02"3   | 29ª       |
| Justine Braisaz                                           | 12,5 km partenza in linea | 4 (2+1+0+1)  | 40'18"0   |           |
| Anaïs Chevalier                                           | 12,5 km partenza in linea | 5 (2+0+2+1)  | 43'29"7   | 19ª       |
| Julia Simon                                               | 12,5 km partenza in linea | 6 (0+1+3+2)  | 41'40"6   | 6ª        |
| Anaïs Bescond Anaïs Chevalier Justine Braisaz Julia Simon | Staffetta 4x6 km          | 12 (2+10)    | 1h13'16"9 | 6ª        |

Misto
| Atleta                                                               | Evento           | Penalità  | Tempo     | Posizione |
| -------------------------------------------------------------------- | ---------------- | --------- | --------- | --------- |
| Anaïs Chevalier Quentin Fillon Maillet Émilien Jacquelin Julia Simon | Staffetta 4x6 km | 14 (3+11) | 1h06'46"5 |           |

## Bob
| Atleta                                                            | Evento                 | 1ª manche | 1ª manche | 2ª manche | 2ª manche | 3ª manche | 3ª manche | 4ª manche | 4ª manche | Totale  | Totale    |
| Atleta                                                            | Evento                 | Tempo     | Posizione | Tempo     | Posizione | Tempo     | Posizione | Tempo     | Posizione | Tempo   | Posizione |
| ----------------------------------------------------------------- | ---------------------- | --------- | --------- | --------- | --------- | --------- | --------- | --------- | --------- | ------- | --------- |
| Romain Heinrich Dorian Hauterville                                | Bob a due maschile     | 59"93     | 16ª       | 1'00"04   | 11ª       | 59"92     | 12ª       | 1'00"05   | 10ª       | 3'59"94 | 12ª       |
| Romain Heinrich Dorian Hauterville Jérôme Laporal Lionel Lefebvre | Bob a quattro maschile | 59"29     | 15ª       | 59"53     | 12ª       | 59"29     | 13ª       | 1'00"06   | 19ª       | 3'58"17 | 19ª       |
| Margot Boch                                                       | Monobob femminile      | 1'05"77   | 14ª       | 1'05"51   | 4ª        | 1'06"01   | 12ª       | 1'06"53   | 16ª       | 4'23"82 | 11ª       |
| Margot Boch Carla Sénéchal                                        | Bob a due femminile    | 1'01"90   | 12ª       | 1'02"32   | 17ª       | 1'02"20   | 15ª       | 1'01"97   | 10ª       | 4'08"39 | 13ª       |

## Combinata nordica
| Atleta                                                       | Evento             | Salto                           | Salto | Salto     | Fondo   | Fondo     | Totale  | Totale    |
| Atleta                                                       | Evento             | Lunghezza                       | Punti | Posizione | Tempo   | Posizione | Tempo   | Posizione |
| ------------------------------------------------------------ | ------------------ | ------------------------------- | ----- | --------- | ------- | --------- | ------- | --------- |
| Mattéo Baud                                                  | Trampolino normale | 97,5 m                          | 111,3 | 12º       | 25'42"0 | 25º       | 27'09"0 | 18º       |
| Gaël Blondeau                                                | Trampolino normale | 91,0 m                          | 91,3  | 30º       | 25'56"3 | 27º       | 28'43"3 | 31º       |
| Antoine Gérard                                               | Trampolino normale | DSQ                             | DSQ   | DSQ       | DSQ     | DSQ       | DSQ     | DSQ       |
| Laurent Mühlethaler                                          | Trampolino normale | 94,0 m                          | 102,4 | 21º       | 26'24"6 | 31º       | 28'26"6 | 28º       |
| Mattéo Baud                                                  | Trampolino lungo   | 127,5 m                         | 103,7 | 16º       | 26'54"4 | 20º       | 29'18"4 | 21º       |
| Gaël Blondeau                                                | Trampolino lungo   | 103,5 m                         | 59,3  | 41º       | 27'20"8 | 26º       | 32'42"8 | 40º       |
| Antoine Gérard                                               | Trampolino lungo   | 129,5 m                         | 101,9 | 18º       | 26'20"4 | 11º       | 28'52"4 | 14º       |
| Laurent Mühlethaler                                          | Trampolino lungo   | 123,5 m                         | 96,9  | 24º       | 27'27"6 | 27º       | 30'19"6 | 26º       |
| Mattéo Baud Gaël Blondeau Antoine Gérard Laurent Mühlethaler | Gara a squadre     | 130,0 m 111,0 m 125,5 m 127,0 m | 410,0 | 5ª        | 51'33"1 | 6ª        | 53'00"1 | 5ª        |

## Freestyle
Freeski
| Atleta           | Evento               | Qualificazione | Qualificazione | Qualificazione | Qualificazione | Qualificazione | Finale          | Finale          | Finale          | Finale          | Finale          |
| Atleta           | Evento               | Run 1          | Run 2          | Run 3          | Migliore       | Posizione      | Run 1           | Run 2           | Run 3           | Migliore        | Posizione       |
| ---------------- | -------------------- | -------------- | -------------- | -------------- | -------------- | -------------- | --------------- | --------------- | --------------- | --------------- | --------------- |
| Antoine Adelisse | Big air maschile     | 79,50          | 66,00          | 83,75          | 163,25         | 15º            | Non qualificato | Non qualificato | Non qualificato | Non qualificato | Non qualificato |
| Antoine Adelisse | Slopestyle maschile  | DNS            | DNS            | DNS            | DNS            | DNS            | DNS             | DNS             | DNS             | DNS             | DNS             |
| Kevin Rolland    | Halfpipe maschile    | 65,25          | 75,25          | N.D.           | 75,25          | 10º Q          | 54,75           | 77,25           | 79,25           | 79,25           | 6º              |
| Tess Ledeux      | Big air femminile    | 90,50          | 80,50          | 20,00          | 171,00         | 2ª Q           | 94,50           | 93,00           | 73,25           | 187,50          |                 |
| Tess Ledeux      | Slopestyle femminile | 21,13          | 68,13          | N.D.           | 68,13          | 9ª Q           | 72,91           | 23,08           | 28,81           | 72,91           | 7ª              |

Gobbe
| Atleta           | Evento          | Qualificazione | Qualificazione | Qualificazione | Qualificazione | Qualificazione | Qualificazione | Finale | Finale | Finale    | Finale          | Finale          | Finale          | Finale          | Finale          | Finale          |
| Atleta           | Evento          | Run 1          | Run 1          | Run 1          | Run 2          | Run 2          | Run 2          | Run 1  | Run 1  | Run 1     | Run 2           | Run 2           | Run 2           | Run 3           | Run 3           | Run 3           |
| Atleta           | Evento          | Tempo          | Totale         | Posizione      | Tempo          | Totale         | Posizione      | Tempo  | Totale | Posizione | Tempo           | Totale          | Posizione       | Tempo           | Totale          | Posizione       |
| ---------------- | --------------- | -------------- | -------------- | -------------- | -------------- | -------------- | -------------- | ------ | ------ | --------- | --------------- | --------------- | --------------- | --------------- | --------------- | --------------- |
| Benjamin Cavet   | Gobbe maschile  | 23"52          | 78,40          | 3º Q           | Bye            | Bye            | Bye            | 24"26  | 77,80  | 6º Q      | 24"48           | 78,82           | 4º Q            | 24"60           | 79,44           | 4º              |
| Sacha Theocharis | Gobbe maschile  | 24"96          | 70,50          | 22º            | 25"56          | 75,41          | 8º Q           | 24"65  | 76,59  | 11º Q     | 24"70           | 73,40           | 11º             | Non qualificato | Non qualificato | Non qualificato |
| Camille Cabrol   | Gobbe femminile | 30"61          | 62,97          | 20ª            | 30"75          | 67,76          | 10ª Q          | 30"03  | 70,31  | 18ª       | Non qualificata | Non qualificata | Non qualificata | Non qualificata | Non qualificata | Non qualificata |
| Perrine Laffont  | Gobbe femminile | 27"81          | 81,11          | 2ª Q           | Bye            | Bye            | Bye            | 27"73  | 79,86  | 3ª Q      | 27"93           | 77,62           | 5ª Q            | 28"04           | 77,36           | 4ª              |

Ski cross
| Atleta                | Evento              | Posizionamento | Posizionamento | Ottavi    | Quarti          | Semifinale      | Finale / Finale B | Finale / Finale B |
| Atleta                | Evento              | Tempo          | Posizione      | Posizione | Posizione       | Posizione       | Posizione         | Totale            |
| --------------------- | ------------------- | -------------- | -------------- | --------- | --------------- | --------------- | ----------------- | ----------------- |
| Jean-Frédéric Chapuis | Ski cross maschile  | 1'13"20        | 16º            | 3º        | Non qualificato | Non qualificato | Non qualificato   | 20º               |
| Bastien Midol         | Ski cross maschile  | 1'12"55        | 9º             | 2º Q      | 3º              | Non qualificato | Non qualificato   | 11º               |
| François Place        | Ski cross maschile  | 1'12"83        | 11º            | 1º Q      | 2º Q            | 4º QB           | 4º                | 8º                |
| Térence Tchiknavorian | Ski cross maschile  | 1'12"85        | 12º            | 3º        | Non qualificato | Non qualificato | Non qualificato   | 18º               |
| Alizée Baron          | Ski cross femminile | DNS            | DNS            | DNS       | Non qualificata | Non qualificata | Non qualificata   | DNS               |
| Jade Grillet-Aubert   | Ski cross femminile | 1'19"54        | 16ª            | 2ª Q      | 4ª              | Non qualificata | Non qualificata   | 14ª               |

## Pattinaggio di figura
| Atleta / coppia                       | Evento            | Programma corto | Programma corto | Programma libero | Programma libero | Totale | Totale    |
| Atleta / coppia                       | Evento            | Punti           | Posizione       | Punti            | Posizione        | Punti  | Posizione |
| ------------------------------------- | ----------------- | --------------- | --------------- | ---------------- | ---------------- | ------ | --------- |
| Kevin Aymoz                           | Singolo maschile  | 93,00           | 10º Q           | 161,80           | 15º              | 254,80 | 12º       |
| Adam Siao Him Fa                      | Singolo maschile  | 86,74           | 14º Q           | 163,41           | 13º              | 250,15 | 14º       |
| Gabriella Papadakis Guillaume Cizeron | Danza su ghiaccio | 90,83           | 1ª Q            | 136,15           | 1ª               | 226,98 |           |

## Salto con gli sci
| Atleta            | Evento                       | Finale      | Finale      | Finale      | Finale          | Finale          | Finale          | Finale          | Finale          |
| Atleta            | Evento                       | Primo salto | Primo salto | Primo salto | Secondo salto   | Secondo salto   | Secondo salto   | Totale          | Totale          |
| Atleta            | Evento                       | Lunghezza   | Punti       | Posizione   | Lunghezza       | Punti           | Posizione       | Punti           | Posizione       |
| ----------------- | ---------------------------- | ----------- | ----------- | ----------- | --------------- | --------------- | --------------- | --------------- | --------------- |
| Julia Clair       | Trampolino normale femminile | 64,0 m      | 43,3        | 34ª         | Non qualificata | Non qualificata | Non qualificata | Non qualificata | Non qualificata |
| Joséphine Pagnier | Trampolino normale femminile | 96,0 m      | 102,1       | 7ª Q        | 78,5 m          | 77,4            | 22ª             | 179,5           | 11ª             |

## Sci alpino
Uomini
| Atleta              | Evento          | 1ª manche | 1ª manche | 2ª manche       | 2ª manche       | Totale          | Totale          |
| Atleta              | Evento          | Tempo     | Posizione | Tempo           | Posizione       | Tempo           | Posizione       |
| ------------------- | --------------- | --------- | --------- | --------------- | --------------- | --------------- | --------------- |
| Matthieu Bailet     | Discesa libera  | N.D.      | N.D.      | N.D.            | N.D.            | 1'45"23         | 27º             |
| Johan Clarey        | Discesa libera  | N.D.      | N.D.      | N.D.            | N.D.            | 1'42'79         |                 |
| Blaise Giezendanner | Discesa libera  | N.D.      | N.D.      | N.D.            | N.D.            | 1'45'00         | 26º             |
| Maxence Muzaton     | Discesa libera  | N.D.      | N.D.      | N.D.            | N.D.            | 1'43'82         | 11º             |
| Nils Allègre        | Supergigante    | N.D.      | N.D.      | N.D.            | N.D.            | 1'23"24         | 26º             |
| Matthieu Bailet     | Supergigante    | N.D.      | N.D.      | N.D.            | N.D.            | DNF             | DNF             |
| Blaise Giezendanner | Supergigante    | N.D.      | N.D.      | N.D.            | N.D.            | 1'21"26         | 9º              |
| Alexis Pinturault   | Supergigante    | N.D.      | N.D.      | N.D.            | N.D.            | 1'21"36         | 11º             |
| Mathieu Faivre      | Slalom gigante  | 1'03"01   | 3º        | 1'07"68         | 13º             | 2'10"69         |                 |
| Thibaut Favrot      | Slalom gigante  | 1'03"12   | 5º        | 1'07"92         | 14º             | 2'11"04         | =5º             |
| Cyprien Sarrazin    | Slalom gigante  | DNF       | DNF       | Non qualificato | Non qualificato | Non qualificato | Non qualificato |
| Alexis Pinturault   | Slalom gigante  | 1'03"99   | 11º       | 1'07"05         | 4º              | 2'11"04         | =5º             |
| Clément Noël        | Slalom speciale | 54"30     | 6º        | 49"79           | 1º              | 1'44"09         |                 |
| Alexis Pinturault   | Slalom speciale | 55"12     | 15º       | 51"03           | 20º             | 1'46"15         | 16º             |
| Alexis Pinturault   | Combinata       | 1'45'04   | 11º       | DNF             | DNF             | DNF             | DNF             |

Donne
| Atleta                | Evento          | 1ª manche | 1ª manche | 2ª manche | 2ª manche | Totale  | Totale    |
| Atleta                | Evento          | Tempo     | Posizione | Tempo     | Posizione | Tempo   | Posizione |
| --------------------- | --------------- | --------- | --------- | --------- | --------- | ------- | --------- |
| Camille Cerutti       | Discesa libera  | N.D.      | N.D.      | N.D.      | N.D.      | DNF     | DNF       |
| Laura Gauché          | Discesa libera  | N.D.      | N.D.      | N.D.      | N.D.      | 1'33"47 | 10ª       |
| Tiffany Gauthier      | Discesa libera  | N.D.      | N.D.      | N.D.      | N.D.      | DNF     | DNF       |
| Romane Miradoli       | Discesa libera  | N.D.      | N.D.      | N.D.      | N.D.      | 1'33"93 | 13ª       |
| Laura Gauché          | Supergigante    | N.D.      | N.D.      | N.D.      | N.D.      | 1'14"87 | 16ª       |
| Tiffany Gauthier      | Supergigante    | N.D.      | N.D.      | N.D.      | N.D.      | 1'16"20 | 28ª       |
| Romane Miradoli       | Supergigante    | N.D.      | N.D.      | N.D.      | N.D.      | 1'14"41 | 11ª       |
| Tessa Worley          | Supergigante    | N.D.      | N.D.      | N.D.      | N.D.      | 1'15"30 | 19ª       |
| Clara Direz           | Slalom gigante  | 1'00"24   | 23ª       | 59"09     | 19ª       | 1'59"33 | 19ª       |
| Coralie Frasse Sombet | Slalom gigante  | 1'00"91   | 26ª       | 57"69     | 3ª        | 1'58"60 | 17ª       |
| Tessa Worley          | Slalom gigante  | 58"93     | 7ª        | DNF       | DNF       | DNF     | DNF       |
| Nastasia Noens        | Slalom speciale | 54"68     | 24ª       | 53"18     | 15ª       | 1'47"86 | 19ª       |
| Laura Gauché          | Combinata       | 1'34"08   | 17ª       | 55"96     | 6ª        | 2'30"04 | 8ª        |
| Romane Miradoli       | Combinata       | 1'32"95   | 4ª        | DNF       | DNF       | DNF     | DNF       |

Misto
| Atleta                                                              | Evento         | Ottavi               | Quarti                       | Semifinale           | Finale               | Finale    |
| Atleta                                                              | Evento         | Avversario Risultato | Avversario Risultato         | Avversario Risultato | Avversario Risultato | Posizione |
| ------------------------------------------------------------------- | -------------- | -------------------- | ---------------------------- | -------------------- | -------------------- | --------- |
| Coralie Frasse Sombet Tessa Worley Mathieu Faivre Alexis Pinturault | Gara a squadre | Rep. Ceca V 3–1      | Norvegia P 2–2 (48"25–48"23) | Non qualificata      | Non qualificata      | 5ª        |

## Sci di fondo
Distanza
| Atleta                                                       | Evento                     | Tecnica classica | Tecnica classica | Tecnica libera | Tecnica libera | Totale    | Totale   | Totale    |
| Atleta                                                       | Evento                     | Tempo            | Posizione        | Tempo          | Posizione      | Tempo     | Distacco | Posizione |
| ------------------------------------------------------------ | -------------------------- | ---------------- | ---------------- | -------------- | -------------- | --------- | -------- | --------- |
| Richard Jouve                                                | 15 km maschile             | N.D.             | N.D.             | N.D.           | N.D.           | 41'56"6   | +4'01"8  | 49º       |
| Hugo Lapalus                                                 | 15 km maschile             | N.D.             | N.D.             | N.D.           | N.D.           | 39'09"6   | +1'14"8  | 7º        |
| Maurice Manificat                                            | 15 km maschile             | N.D.             | N.D.             | N.D.           | N.D.           | 39'49"7   | +1'54"9  | 12º       |
| Hugo Lapalus                                                 | Skiathlon maschile         | 40'25"2          | 9º               | DNF            | DNF            | DNF       | DNF      | DNF       |
| Jules Lapierre                                               | Skiathlon maschile         | 41'04"5          | 13º              | 38'45"3        | 10º            | 1h20'21"8 | +4'12"0  | 14º       |
| Maurice Manificat                                            | Skiathlon maschile         | 41'53"9          | 33º              | 38'49"4        | 12º            | 1h21'17"5 | +5'07"7  | 23º       |
| Clément Parisse                                              | Skiathlon maschile         | 41'16"0          | 17º              | 38'21"7        | 5º             | 1h20'07"0 | +3'57"2  | 10º       |
| Adrien Backscheider                                          | 50 km maschile             | N.D.             | N.D.             | N.D.           | N.D.           | 1h16'16"6 | +4'43"9  | 34º       |
| Jules Lapierre                                               | 50 km maschile             | N.D.             | N.D.             | N.D.           | N.D.           | 1h13'50"3 | +2'17"6  | 15º       |
| Maurice Manificat                                            | 50 km maschile             | N.D.             | N.D.             | N.D.           | N.D.           | 1h12'30"3 | +57"6    | 10º       |
| Clément Parisse                                              | 50 km maschile             | N.D.             | N.D.             | N.D.           | N.D.           | 1h12'01"5 | +28"8    | 7º        |
| Richard Jouve Hugo Lapalus Clément Parisse Maurice Manificat | Staffetta 4x10 km maschile | 1h00'56"4        | 5ª               | 55'10"7        | 2ª             | 1h56'07"1 | +1'16"4  |           |
| Coralie Bentz                                                | 10 km femminile            | N.D.             | N.D.             | N.D.           | N.D.           | 31'17"6   | +3'11"3  | 40ª       |
| Mélissa Gal                                                  | 10 km femminile            | N.D.             | N.D.             | N.D.           | N.D.           | 31'25"7   | +3'19"4  | 41ª       |
| Coralie Bentz                                                | Skiathlon femminile        | 25'05"8          | 40ª              | 23'45"9        | 36ª            | 49'34"4   | +5'20"7  | 38ª       |
| Delphine Claudel                                             | Skiathlon femminile        | 23'28"2          | 12ª              | 21'25"6        | 6ª             | 45'31"5   | +1'17"8  | 9ª        |
| Coralie Bentz                                                | 30 km femminile            | N.D.             | N.D.             | N.D.           | N.D.           | 1h38'08"2 | +13'14"2 | 44ª       |
| Delphine Claudel                                             | 30 km femminile            | N.D.             | N.D.             | N.D.           | N.D.           | 1h27'34"0 | +2'40"0  | 7ª        |
| Flora Dolci                                                  | 30 km femminile            | N.D.             | N.D.             | N.D.           | N.D.           | 1h32'04"7 | +7'10"7  | 24ª       |
| Léna Quintin Delphine Claudel Flora Dolci Mélissa Gal        | Staffetta 4x5 km femminile | 31'30"4          | 14ª              | 27'33"5        | 11ª            | 59'03"9   | +5'22"9  | 12ª       |

Sprint
| Atleta                     | Evento                     | Qualificazione | Qualificazione | Quarti          | Quarti          | Semifinale      | Semifinale      | Finale          | Finale          |
| Atleta                     | Evento                     | Tempo          | Posizione      | Tempo           | Posizione       | Tempo           | Posizione       | Tempo           | Posizione       |
| -------------------------- | -------------------------- | -------------- | -------------- | --------------- | --------------- | --------------- | --------------- | --------------- | --------------- |
| Lucas Chanavat             | Sprint maschile            | 2'45"03        | 1º Q           | 2'53"43         | 2º Q            | 2'52"92         | 5º              | Non qualificato | Non qualificato |
| Renaud Jay                 | Sprint maschile            | 2'51"86        | 16º Q          | 3'35"80         | 6º              | Non qualificato | Non qualificato | Non qualificato | Non qualificato |
| Richard Jouve              | Sprint maschile            | 2'47"93        | 4º Q           | 2'57"92         | 1º Q            | 2'52"31         | 3º              | Non qualificato | Non qualificato |
| Hugo Lapalus Richard Jouve | Sprint a squadre maschile  | N.D.           | N.D.           | N.D.            | N.D.            | 20'17"36        | 2ª Q            | 19'58"37        | 7ª              |
| Léna Quintin               | Sprint femminile           | 3'24"19        | 31ª            | Non qualificata | Non qualificata | Non qualificata | Non qualificata | Non qualificata | Non qualificata |
| Mélissa Gal Léna Quintin   | Sprint a squadre femminile | N.D.           | N.D.           | N.D.            | N.D.            | 23'26"28        | 5ª q            | 24'04"92        | 10ª             |

## Short track
Uomini
| Atleta           | Evento | Batterie | Batterie  | Quarti          | Quarti          | Semifinale      | Semifinale      | Finale          | Finale          |
| Atleta           | Evento | Tempo    | Posizione | Tempo           | Posizione       | Tempo           | Posizione       | Tempo           | Posizione       |
| ---------------- | ------ | -------- | --------- | --------------- | --------------- | --------------- | --------------- | --------------- | --------------- |
| Quentin Fercoq   | 500 m  | 40"548   | 4º        | Non qualificato | Non qualificato | Non qualificato | Non qualificato | Non qualificato | Non qualificato |
| Sébastien Lepape | 500 m  | 42"081   | 2º Q      | 46"814          | 5º              | Non qualificato | Non qualificato | Non qualificato | Non qualificato |
| Quentin Fercoq   | 1000 m | 1'23"917 | 2º Q      | 1'24"411        | 3º              | Non qualificato | Non qualificato | Non qualificato | Non qualificato |
| Sébastien Lepape | 1000 m | 1'26"069 | 4º        | Non qualificato | Non qualificato | Non qualificato | Non qualificato | Non qualificato | Non qualificato |
| Quentin Fercoq   | 1500 m | N.D.     | N.D.      | 2'15"347        | 4º              | Non qualificato | Non qualificato | Non qualificato | Non qualificato |
| Sébastien Lepape | 1500 m | N.D.     | N.D.      | 2'41"547        | 5º              | Non qualificato | Non qualificato | Non qualificato | Non qualificato |

Donne
| Atleta               | Evento | Batterie | Batterie  | Quarti          | Quarti          | Semifinale      | Semifinale      | Finale          | Finale          |
| Atleta               | Evento | Tempo    | Posizione | Tempo           | Posizione       | Tempo           | Posizione       | Tempo           | Posizione       |
| -------------------- | ------ | -------- | --------- | --------------- | --------------- | --------------- | --------------- | --------------- | --------------- |
| Gwendoline Daudet    | 500 m  | 45"515   | 4ª        | Non qualificata | Non qualificata | Non qualificata | Non qualificata | Non qualificata | Non qualificata |
| Tifany Huot-Marchand | 500 m  | 54"758   | 4ª        | Non qualificata | Non qualificata | Non qualificata | Non qualificata | Non qualificata | Non qualificata |
| Gwendoline Daudet    | 1000 m | 1'31"734 | 3ª        | Non qualificata | Non qualificata | Non qualificata | Non qualificata | Non qualificata | Non qualificata |
| Tifany Huot-Marchand | 1000 m | DSQ      | DSQ       | Non qualificata | Non qualificata | Non qualificata | Non qualificata | Non qualificata | Non qualificata |
| Gwendoline Daudet    | 1500 m | N.D.     | N.D.      | 2'23"607        | 6ª              | Non qualificata | Non qualificata | Non qualificata | Non qualificata |
| Tifany Huot-Marchand | 1500 m | N.D.     | N.D.      | 2'23"784        | 6ª              | Non qualificata | Non qualificata | Non qualificata | Non qualificata |

Misto
| Quentin Fercoq Sébastien Lepape Gwendoline Daudet Tifany Huot-Marchand | 2000 m staffetta | 2'51"221 | 4ª | Non qualificati | Non qualificati | Non qualificati | Non qualificati | Non qualificati | Non qualificati |

## Snowboard
Freestyle
| Atleta         | Evento               | Qualificazione | Qualificazione | Qualificazione | Qualificazione | Qualificazione | Finale          | Finale          | Finale          | Finale          | Finale          |
| Atleta         | Evento               | Run 1          | Run 2          | Run 3          | Migliore       | Posizione      | Run 1           | Run 2           | Run 3           | Migliore        | Posizione       |
| -------------- | -------------------- | -------------- | -------------- | -------------- | -------------- | -------------- | --------------- | --------------- | --------------- | --------------- | --------------- |
| Liam Tourki    | Halfpipe maschile    | 25,50          | 11,50          | N.D.           | 25,50          | 20º            | Non qualificato | Non qualificato | Non qualificato | Non qualificato | Non qualificato |
| Lucile Lefevre | Big air femminile    | 19,00          | 15,00          | 20,00          | 20,00          | 29ª            | Non qualificata | Non qualificata | Non qualificata | Non qualificata | Non qualificata |
| Lucile Lefevre | Slopestyle femminile | 23,16          | 21,98          | N.D.           | 23,16          | 27ª            | Non qualificata | Non qualificata | Non qualificata | Non qualificata | Non qualificata |

Cross
| Atleta                                       | Evento                    | Posizionamento | Posizionamento | Ottavi    | Quarti          | Semifinale      | Finale / Finale B | Finale / Finale B |
| Atleta                                       | Evento                    | Tempo          | Posizione      | Posizione | Posizione       | Posizione       | Posizione         | Totale            |
| -------------------------------------------- | ------------------------- | -------------- | -------------- | --------- | --------------- | --------------- | ----------------- | ----------------- |
| Loan Bozzolo                                 | Snowboard cross maschile  | 1'19"23        | 24º            | 2º Q      | 3º              | Non qualificato | Non qualificato   | 11º               |
| Léo Le Blé Jaques                            | Snowboard cross maschile  | 1'21"06        | 30º            | 2º Q      | 3º              | Non qualificato | Non qualificato   | 12º               |
| Merlin Surget                                | Snowboard cross maschile  | 1'18"64        | 16º            | 2º Q      | 2º Q            | 3º QB           | 1º                | 5º                |
| Julia Pereira de Sousa-Mabileau              | Snowboard cross femminile | 1'23"89        | 6ª             | 1ª Q      | 2ª Q            | DNF QB          | 1ª                | 5ª                |
| Manon Petit-Lenoir                           | Snowboard cross femminile | 1'24"96        | 12ª            | 4ª        | Non qualificata | Non qualificata | Non qualificata   | 26ª               |
| Alexia Queyrel                               | Snowboard cross femminile | 1'25"17        | 21ª            | 3ª        | Non qualificata | Non qualificata | Non qualificata   | 21ª               |
| Chloé Trespeuch                              | Snowboard cross femminile | 1'24"27        | 8ª             | 1ª Q      | 2ª Q            | 2ª Q            | 2ª                |                   |
| Loan Bozzolo Julia Pereira de Sousa-Mabileau | Snowboard cross a squadre | N.D.           | N.D.           | N.D.      | 3ª              | Non qualificati | Non qualificati   | =9ª               |
| Merlin Surget Chloé Trespeuch                | Snowboard cross a squadre | N.D.           | N.D.           | N.D.      | 4ª              | Non qualificati | Non qualificati   | =13ª              |